# Oroblanco
Hybride
Parent  A  de l'hybridation 
  Citrus maxima 
×

Parent  B  de l'hybridation 
  Citrus ×paradisi 
Classification phylogénétique
Oroblanco, désigne un agrume hybride triploïde (3N chromosomes) de pamplemoussier Siamese Sweet 2N sans acidité  (Citrus maxima (Burm.) Merr.) et le pomélo Marsh 4N (Citrus ×paradisi Macfad.) développé à University of California Riverside par Robert K. Soost et James W. Cameron en 1958 et commercialisé en 1980 lors d'une campagne qui vit également naître Melogold .
Il désigne aussi , un agrume israélien vendu sous la marque Sweetie, souvent nommé Jaffa Sweetie, mais développé en Israël en 1982 et qui n'a ni la même présentation, ni exactement le même goût , ce qui est une source de confusion.

## Description
Les deux arbres sont vigoureux et à croissance rapide.
1. Le fruit Oroblanco californien est un peu plus petit qu'un pomélo moyen. Sa peau est d'un jaune lumineux. Sa pulpe est légèrement jaune et claire, spécialement douce à maturité, c'est-à-dire fin janvier[2]. Le poids du fruit à Riverside de 1967 à 1975 était en moyenne  360 g. (contre 470 g. pour son frère Melogold, et 280 g. pour son père Marsh). [2] Ses obtenteurs en ont donné une description détaillée avec les pourcentage de solides solubles[6].
2. Le fruit de Jaffa Sweetie est d'une taille intermédiaire entre un pamplemousse (Citrus maxima (Burm.) Merr.) et un pomélo, il se reconnait par sa couleur verte éclatante qu'il perd pour un jaune vert tendre en fin de saison. En Israël, la récolte commence en décembre. La pulpe elle aussi claire est juteuse et d'une acidité marquée[5]. Il est commercialisé sous d'autres noms: Pomlit, Citrus maxima × paradisi, PLU 3092[7].

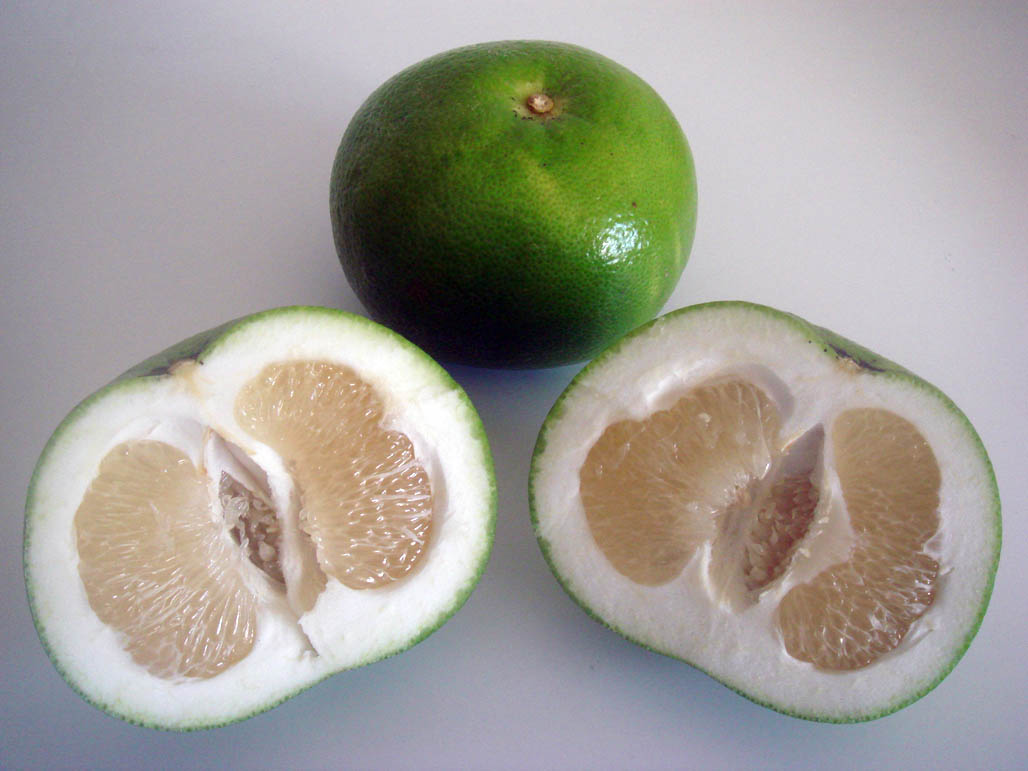
Jaffa Sweetie
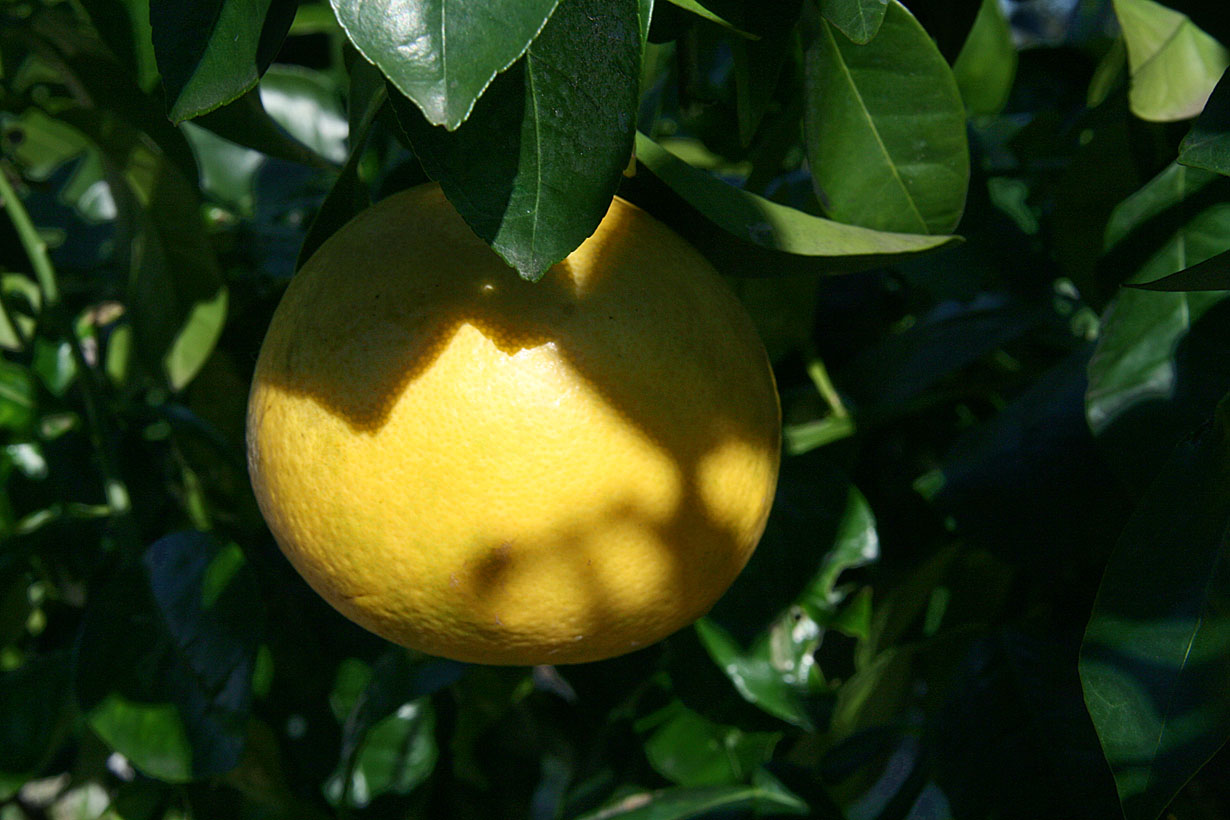
Oroblanco (californien) sur l'arbre en janvier (Portugal littoral)